# Zacarias de Góis e Vasconcelos
Zacarias de Góis e Vasconcelos, (Valença (Bahia), 5 novembre 1815 — Rio de Janeiro, 29 décembre 1877), est un homme d'État et avocat brésilien. Il occupa de nombreux postes ministériels entre 1852 et 1868, occupant celui de président du Conseil des ministres brièvement en 1862, puis en 1864 et enfin de 1866 à 1868.